# 迅剑虎属
迅剑虎属（学名：Lokotunjailurus）是一类已灭绝的剑齿虎，生存于中新世晚期至上新世早期，在非洲北部、中部、东部和南部地区均有发现。作为一类大型猫科动物，迅剑虎属比生存年代距离其最近的其它剑齿虎类更苗条。它被归类为锯齿虎族。

## 研究史和分类
模式种巨拇迅剑虎由拉尔斯·韦尔德林根据在肯尼亚洛沙冈发现的化石进行描述。他把它描述成一种巨大的猫科动物，一根脚趾上有一只非常长的爪子。他用图尔卡纳语中的“猫”一词来命名这个属。巨拇迅剑虎的种加名来源于“爪”这个词。韦尔德林认为巨拇迅剑虎的牙齿与锯齿虎属相似，代表了锯齿虎族的基底成员。从那以后，更新的研究对它的演化史有了更多的了解，证明迅剑虎属是由半剑齿虎属及其后代组成的谱系的姐妹群。
第二个物种法诺内迅剑虎根据发现于乍得德乍臘沙漠的托罗斯-梅内拉组发现的化石进行描述，这些沉积物可以追溯到晚中新世（700万年前）。 第三个物种金萨米迅剑虎于2023年根据来自南非兰格班韦格的材料进行描述，其种加名是为了纪念南非古生物学家阿努苏亚·金萨米–杜蓝。

## 描述
迅剑虎属大约和母狮一样高，肩宽约90厘米，但由于腿更长，身体更纤细，因此体重更轻。其上爪与身体的比例特别大，甚至大过体型更大的雄狮的上爪，这表明该属生物在与猎物搏斗时非常依赖这根上爪。相比之下，迅剑虎属的第二到第四趾的爪子比豹子的爪子小。

## 古生态学

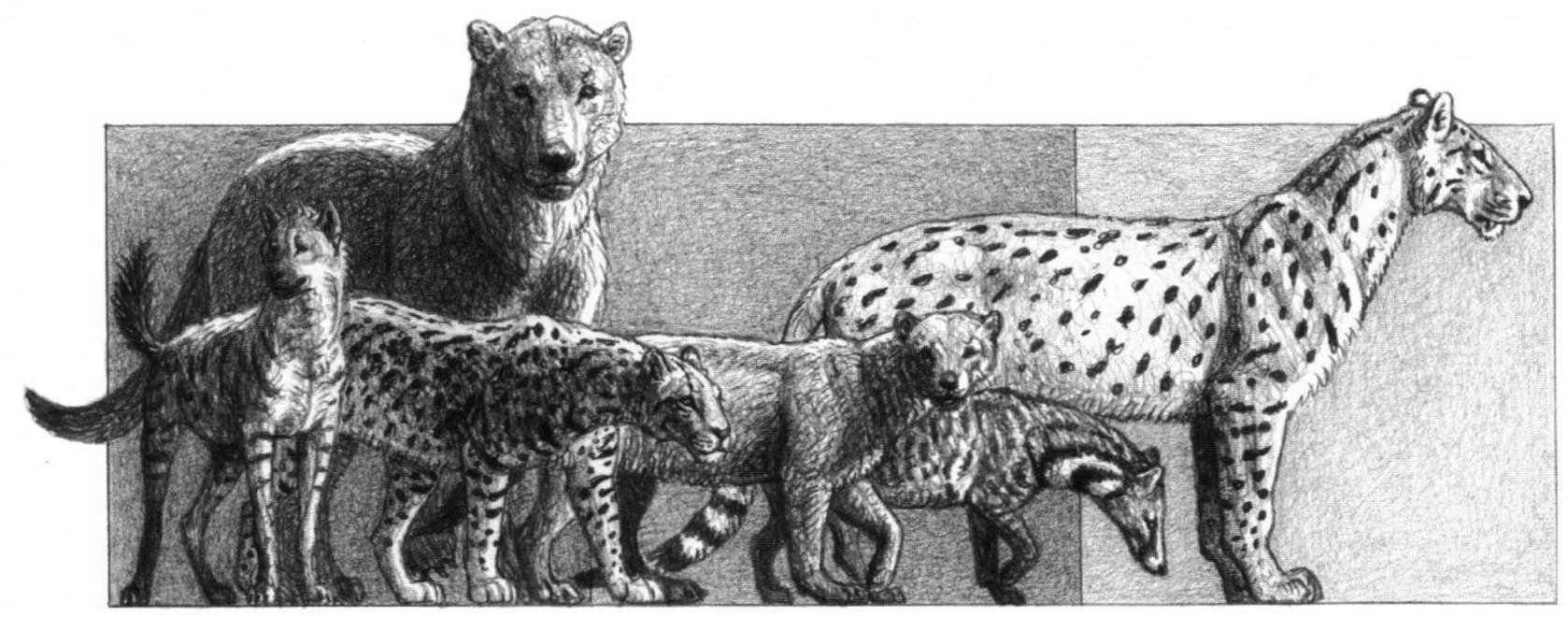
迅剑虎属（最右边）和其他晚中新世的非洲食肉动物

在乍得北部的德乍臘沙漠，法诺内迅剑虎与同属剑齿虎亚科的硕勇剑虎（Adeilosmilus kabir）、吉猫属和巨颏虎属生活在同一地区。除了这些猫科动物外，鳄鱼、原始的三趾马、鱼、猴子、河马、土豚、乌龟、啮齿动物、长颈鹿、蛇、羚羊、猪、猫鼬、狐狸、鬣狗、水獭、蜜獾、棱齿象属和乍得沙赫人等动物也为这些猫科动物提供了充足的食物，这表明该地区有足够丰富的物种多样性供四种剑齿虎生存。在兰格班韦格，食肉动物的种类大致相似，但除了上述的剑齿虎类外，还包括魏氏恐猫，不过巨颏虎属似乎没有分布在该地区。